# Chata Bahenec
Horská Chata Bahenec (obecnie Horský Wellness Hotel Bahenec) – dawne schronisko turystyczne w Czechach w Beskidzie Śląskim. Położone jest na wysokości ok. 800 m n.p.m., na południowy zachód od szczytu Kiczor (990 m n.p.m.), na terenie przysiółka Bahenec.
Jeszcze około 2004 roku obiekt działał jako typowe schronisko, oferując 100 miejsc noclegowych w pokojach dwu- i ośmioosobowych. Aktualnie hotel dysponuje 40 miejscami noclegowymi, świadczy wyżywenie w formie restauracji. Nastawiony jest głównie na usługi typu spa & wellness (basen, sauna, łaźnie piwne). Obok budynku znajduje się parking (dojazd drogą z Pisku).

## Piesze szlaki turystyczne
Bukowiec - Ostra Góra (722 m n.p.m.) - Chata Bahenec - Groniczek (826 m n.p.m.) - Filipka (768 m n.p.m.) - Nydek
  Jabłonków - Chata Bahenec